# Philomides gigantea
Philomides gigantea is een vliesvleugelig insect uit de familie Perilampidae. De wetenschappelijke naam is voor het eerst geldig gepubliceerd in 1951 door Risbec.